# Мэтерс, Моджо
Моджо Мэтерс (англ. Mojo Mathers; род. 23 ноября 1966, Лондон) — новозеландский политик и член Палаты представителей Новой Зеландии в 2011—2017 годах. Получила известность благодаря деятельности созданного ею Общества защиты Мальвернских холмов, которое не позволило строить ирригационную дамбу у деревни Коулгейт. Она была ведущим советником по вопросам кадровых политик в Партии зелёных с 2006 года, и выдвигалась на последних трёх парламентских выборах. Моджо вошла в 50-й и 51-й составы парламента Новой Зеландии, став первым глухим его членом.

## Биография
Мэтерс родилась в 1966 году в Лондоне. Имя Mojo было взято из песни Мадди Уотерса Got My Mojo Working. У неё трое детей.
Моджо является вегетарианкой, таким образом она, по собственному утверждению, стремится уменьшить своё отрицательное влияние на природу; она поддерживает нетоксичную органическую еду без генетически модифицированных компонентов, справедливую торговлю и общественный транспорт.
Мэтерс родилась глухой из-за кислородного голодания в процессе трудных родов, однако умеет читать с губ. Она начала использовать новозеландский жестовый язык в конце 2000-х, после того, как «обнаружила, что он может иногда быть очень полезен», а до того предпочитала устное общение.

## Профессиональная карьера
Мэтерс получила диплом с отличием по специальности «Математика» и диплом магистра в области охраны лесов. С 2001 по 2006 год она была одним из совладельцев небольшой фирмы, предлагавшей услуги по организации лесных хозяйств

## Политическая карьера
У Моджо появился интерес к политике охраны окружающей среды после того, как она поселилась в деревне Коулгейт в Кентербери. Моджо стала представителем местного сообщества, выступавшего против строительства большой дамбы в рамках проекта по превращению региона в центр молочного животноводства. Она основала Общество защиты Мальвернских холмов, которое сыграло главную роль в остановке проекта.
Мэтерс впервые приняла участие в выборах в Парламент в 2005 году от округа Ракаиа, став 16-й в списках партии зелёных с 1631 голосами. В выборах 2008 года она стала 13-й в округе Крайстчерч-ист, получив 1843 голосов.
На выборах 2011 года Моджо стала 14-м в списке членом партии и снова баллотировалась от Крайстчерч-ист. Она получила третье место в округе с 4,5 % голосов, однако её целью было войти в парламент. Результаты предвыборных опросов свидетельствовали о том, что зелёные могут надеяться на 15 представителей, и газета The Press написала, что Моджо может стать первым глухим членом парламента. Сама Мэтерс сообщила, что в случае избрания ей потребуется переводчик жестового языка и какое-нибудь техническое устройство вроде ноутбука. Она также предположила, что наличие в парламенте глухого носителя жестового языка может помочь глухим получить больший доступ в политику. К тому моменту новозеландский жестовый язык уже был государственным, но, в отличие от английского и маори, не был представлен в парламенте. 10 декабря 2011 было объявлено, что, хотя предварительный подсчёт голосов дал зелёным 13 мест, большое количество избирателей, голосовавших вне избирательных участков, повлияло на результаты, и Моджо вошла в парламент.
Мэтерс уже предлагала законопроекты в парламент, являясь противником Агентства по охране окружающей среды. Она также отправляла протестные письма в связи с принятием закона об изменении квот, считая его разрушительным для существующих торговых соглашений, так как он «поощряет сокращение выбросов, но при этом предоставляя огромные субсидии загрязняющим окружающую среду предприятиям».
Политическими интересами Моджо являются проблемы сельской местности, биологического разнообразия, леса и воды, а также животный мир, инвалиды и права женщин.
В качестве члена парламента Моджо получила электронную записную книгу. Спикер Локвуд Смит сказал, что планирует ввести субтитрирование для облегчения восприятия заседаний людьми с нарушениями слуха. Черновик законопроекта «О доступе к выборам», предоставляющий парламентским кандидатам с инвалидностью финансовую помощь, был доработан и проведён Клои Сворбрик уже после отставки Мэтерс.
На выборах 2017 года Мэтерс потеряла парламентское кресло.